# 188867 Tin Ho
188867 Tin Ho è un asteroide della fascia principale. Scoperto nel 2006, presenta un'orbita caratterizzata da un semiasse maggiore pari a 2,3624053 au e da un'eccentricità di 0,2049718, inclinata di 4,53239° rispetto all'eclittica.